# La Ferrière (Paesi della Loira)
La Ferrière è un comune francese di 4 916 abitanti situato nel dipartimento della Vandea nella regione dei Paesi della Loira.

## Società

### Evoluzione demografica
Abitanti censiti